# Polarymetr

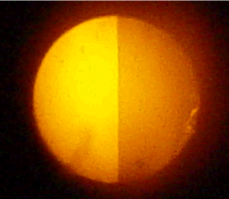
Okular polaryzatora półcieniowego. Analizator nie jest ustawiony dokładnie, ponieważ lewa połowa jest jaśniejsza

Polarymetr jest to przyrząd optyczny służący do określania skręcalności substancji aktywnych optycznie, czyli takich substancji, których cząsteczki skręcają płaszczyznę polaryzacji światła. Po odpowiednim wyskalowaniu może służyć bezpośrednio do pomiaru stężenia roztworów tych substancji. Polarymetr służy też do określania składu mieszanin enancjomerów. 

## Budowa
Polarymetr jest zbudowany z dwóch polaryzatorów np. pryzmatów Nicola (nikoli). Pierwszy z nikoli nosi nazwę polaryzatora, a drugi analizatora. Pomiędzy polaryzatorami znajduje się standaryzowana kuweta, w której umieszcza się badaną substancję.

## Typy polarymetrów
- Polarymetr półcieniowy - umożliwia precyzyjne wyznaczenie płaszczyzny polaryzacji, ponieważ pomiar polega nie na subiektywnej ocenie stopnia wygaszenia światła, a na ustawieniu analizatora w ten sposób, że dwie połówki koła w polu obserwacji muszą mieć taką samą jasność.
- Sacharymetr